# دافنوديون (سيرري)
دافنوديون (Δαφνούδιον) هي مدينة في سيرري في مقاطعة فوريا إلادا في اليونان.
يبلغ عدد سكانها حوالي 1095   نسمة.